# Эрнандес Мак, Лукресия
Лукресия Мария Эрнандес Мак (исп. Lucrecia María Hernández Mack; 16 ноября 1973 — 6 сентября 2023) — гватемальский врач и политик, бывшая депутатом Конгресса с 2020 года до своей смерти в 2023 году. В июле 2016 года президент Джимми Моралес назначил Эрнандес Мак министром здравоохранения и социальной помощи, став первой женщиной на этой должности. В 2017 году она подала в отставку в знак протеста против высылки президентом Моралесом следователя ООН по борьбе с коррупцией Ивана Веласкеса Гомеса. Член левой партии «Семилья (Movimiento Semilla)», она была избрана в Конгресс на всеобщих выборах 2019 года.

## Биография

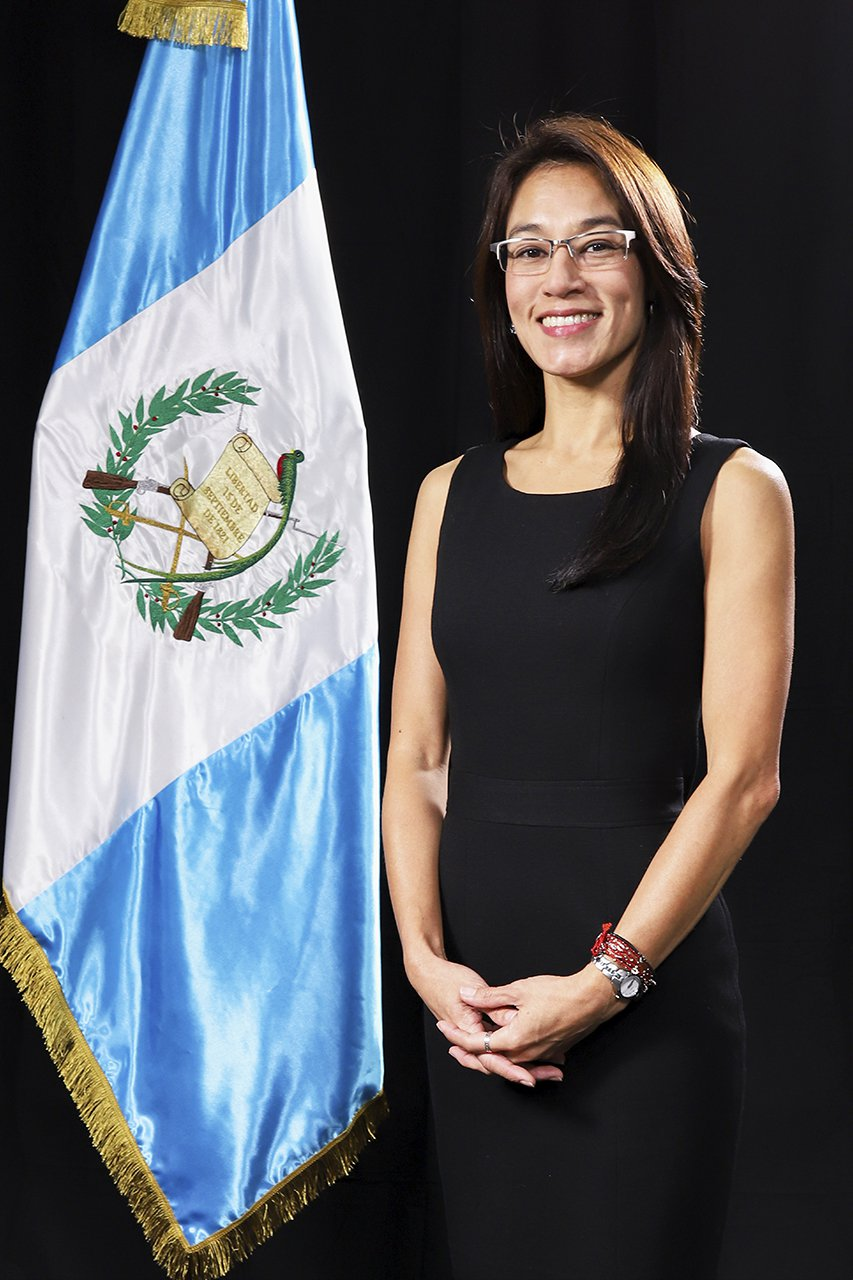
Официальное фото Эрнандес Мак в качестве депутата Конгресса (2020).

Лукресия Эрнандес Мак, частично майя по происхождению, была дочерью учёной-антрополога и правозащитницы Мирны Мак. В 1990 году Мирна Мак была убита военным отрядом смерти за свою критику обращения властей с внутренне перемещенными лицами, особенно с коренными народами майя. Дело о её убийстве рассматривалось в Межамериканском суде по правам человека, и затем государство было вынуждено выплатить семье компенсацию. Её дочери Лукресии на момент убийства матери было 16 лет.
Она изучала медицину в Университете Сан-Карлос-де-Гватемала. Она также получила степень магистра общественного здравоохранения в Университете Рафаэля Ландивара и докторскую степень в Мексиканском столичном автономном университете (UAM). После окончания университета она работала консультантом в нескольких международных организациях, таких как Панамериканская и Всемирная организация здравоохранения.

## Политическая деятельность
В 2012 году Лукресия объяснила, что на неё глубоко повлияла история своей страны и своей семьи, поэтому она признаёт себя левой активисткой и феминисткой. В 2015 году она активно участвовала в протестах, приведших к отставке президента Отто Переса Молины.
27 июля 2016 года президент Джимми Моралес назначил Эрнандес Мак вместо Альфонсо Кабреры на пост министра здравоохранения. Кабрера объявил о своём уходе за неделю до этого, сославшись на личные причины и проблемы со здоровьем, пробыв на своем посту всего несколько месяцев. Мак стала первой женщиной, возглавившей министерство здравоохранения Гватемалы. Вступив в должность, столкнулась с многочисленными проблемами в министерстве, в том числе нерациональным использованием средств, перерасходом средств и другими нарушениями, указывающими на безудержную коррупцию в системе, что вынудило её подать ряд жалоб как Генеральному прокурору, так и в Международную комиссию по борьбе с безнаказанностью в Гватемале (CICIG).
У Мак и Моралеса и так были серьёзные идеологические разногласия, но непосредственной причиной ухода министра стали как раз гонения президентской власти против CICIG. Эрнандес Мак ушла в отставку 27 августа 2017 года в ответ на призыв президента выдворить главу CICIG Ивана Веласкеса Гомеса. Она обвинила президента Моралеса в том, что он выступает за «безнаказанность». Вместе с ней в отставку подали ещё три заместителя министра: Адриан Чавес, Хуан Карлос Вердуго Уррейола и Эдгар Роландо Гонсалес Баррено.
Эрнандес Мак был одной из основателей прогрессивной политической партии Движение «Семилья» (Movimiento Semilla), чей кандидат в президенты Бернардо Аревало победил на выборах 2023 года.
В 2019 году она была избрана на четырёхлетний срок в Конгресс Республики Гватемала от Movimiento Semilla. За время своего пребывания в парламенте она выступила соавтором нескольких законодательных актов в секторе здравоохранения. Среди прочего, она возглавляла группу по разработке законопроекта о комплексной помощи при раке (инициатива 6114). Она отказалась баллотироваться на переизбрание в 2023 году по состоянию здоровья.

## Личная жизнь и смерть
У Лукресии Эрнандес Мак было два сына. Она умерла от рака яичников 6 сентября 2023 года в возрасте 49 лет.

## Публикации
- Transformando el sistema público de salud desde el primer nivel de atención. (2012). Lucrecia Hernández Mack, César Sánchez, Juan Carlos Verdugo, Lidia Morales, Carmen Alicia Arriaga, Zully Hernández. Instituto de Salud Incluyente and Médicos Mundi Navarra.